# Jose Alejandrino

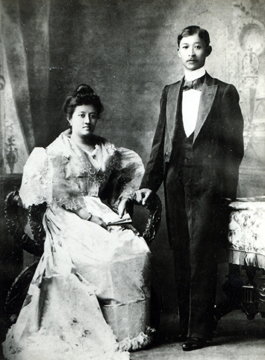
José Alejandrino met zijn echtgenote

José Alejandrino (Manilla, 1 december 1870 – aldaar, 1 juni 1951) was een Filipijns revolutionair generaal en politicus. Alejandrino tijdens de nadagen van het Spaanse koloniale bewind in de Filipijnen actief lid van de Propaganda Movement in Spanje en diende tijdens de Filipijnse Revolutie als brigadegeneraal en minister van oorlog in het revolutionaire kabinet van Emilio Aguinaldo. Nadien was van 1925 tot 1928 lid van de Filipijnse Senaat.

## Biografie
Jose Alejandrino werd geboren in 1870 in een invloedrijke familie in Binondo, Manilla. Na zijn middelbareschoolopleiding aan de Ateneo Municipal de Manila, studeerde Agoncillo aan de University of Santo Tomas. Na het behalen van zijn bachelor of Arts-diploma vertrok hij naar Europa, waar hij studeerde in Spanje en aan de Universiteit van Gent in België. In Gent behaalde hij zijn master-diploma als scheikundig ingenieur. In Spanje raakte hij bevriend met José Rizal, die later uitgroeide tot Filipijnse nationale held. Op 13 december 1888 richtten een groep Filpino's in Spanje, waaronder Alejandrino en Rizal de Solidaridad beweging op in Barcelona. In februari van het jaar erop begonnen ze met het publiceren van de krant La Solidaridad, waarin werd opgeroepen tot hervormingen in de Filipijnse kolonie. Alejandrino schreef regelmatig in La Solidaridad tot de laatste editie verscheen in november 1895.
Toen in 1896 de Filipijnse Revolutie uitbrak keerde Alejandrino terug naar zijn vaderland en meldde zich bij Emilio Aguinaldo, de leider van de opstand, om zijn diensten aan te bieden. Die stuurde hem naar Hongkong om te proberen daar aan wapens te komen voor het revolutionaire leger. In Hongkong richtte hij samen met Felipe Agoncillo, Jose Basa en Mariano Ponce de Revolutionaire Raad op. Omdat hij in Hongkong slechts wat dynamiet en geweren kon regelen, reisde hij naar Japan, maar ook daar had hij weinig succes. Op 1 mei 1898 keerde hij met de vloot van de Amerikaanse Commodore George Dewey terug in de Filipijnen en was zo getuige van de Slag in de Baai van Manilla, waarin de Amerikanen de Spaanse vloot versloegen.
In september 1899 hielp Alejandrino mee met het opstellen van de Filipijnse Grondwet in Malolos. Hij werd vanwege zijn achtergrond als ingenieur door Aguinaldo benoemd tot commandant van Corps of engineers. Toen kort daarop de Filipijns-Amerikaanse Oorlog uitbrak vocht hij mee met de troepen van generaal Antonio Luna. Hij promoveerde daarna tot brigadegeneraal en werd benoemd tot minister van oorlog in het kabinet van Aguinaldo. De laatste maanden van het gewapende conflict met de Amerikanen werd hij benoemd tot commandant van de strijdkrachten van Centraal-Luzon en militair gouverneur van Pampanga. In september 1899 deed Alejandrino pogingen om te onderhandelen met de Amerikaanse generaal-majoor Elwell Otis. Deze wees onderhandelingen echter af. Later, toen brigadegeneraal Arthur MacArthur Otis had vervangen in 1900 deed hij een hernieuwde poging. In mei 1901 gaf hij zich uiteindelijk, twee maanden na de gevangename van Emilio Aguinaldo, over.
Na de oorlog werd hij gouverneur-generaal William Howard Taft benoemd tot tweede stadsingenieur van Manilla. Na een jaar nam hij echter ontslag. Hij vervulde geen publieke functie meer tot hij in 1925 door gouverneur-generaal Leonard Wood werd benoemd tot lid van de Filipijnse Senaat namens het 12e senaatsdistrict. Zijn termijn als senator duurde tot 1928. In 1933 publiceerde hij zijn boek La Senda del Sacrificio (In het Engels uitgekomen onder de titel The Price of Freedom), waarin hij de Filipijnse Revolutie vanuit zijn eigen gezichtspunt beschrijft. Alejandrino overleed op 1 juni 1951 op 80-jarige leeftijd in Manilla.

## Bron
- (en)  Spencer C. Tucker, The Encyclopedia of the Spanish-American and Philippine-American Wars (2009)